# Styx: Master of Shadows

Стикс: Господар сенки је стелт-видео игра развијена од стране Водоник студија за Windows, конзоле PlayStation 4 и Xbox One. Игра је преднаставак, а друга видео-игра се одвија у свету игре Оркови и људи успостављеном 2012. године.